# Мігель Анхель Гонсалес Суарес
Мігель Анхель Гонсалес Суарес (ісп. Miguel Ángel González Suárez; 24 грудня 1947, Оренсе — 6 лютого 2024) — іспанський футболіст, що грав на позиції воротаря.
Є видатним воротарем іспанського клубу «Реал Мадрид», ворота якого захищав протягом майже двох десятиліть і став дворазовим володарем Кубка УЄФА, восьмиразовим чемпіоном Іспанії та п'ятиразовим володарем Кубка Іспанії. Також грав за національну збірну Іспанії, з якою був учасником двох чемпіонатів світу.

## Клубна кар'єра
Його першими кроками у світі спорту були у ролі гандбольного воротаря, і лише в юності він почав грати у футбол. У дорослому футболі дебютував 1966 року виступами за команду «Оренсе», що виступала у Терсері, тодішньому третьому дивізіоні країни.
Влітку 1967 року він підписав контракт з «Реалом Мадрид», де тоді виступав такий легендарний воротар як Антоніо Бетанкорт. З цієї причини талановитий воротар спочатку виступав на правах оренди у Сегунді за «Кастельйон», а потім був запасним воротарем, рідко виходячи на поле. 1971 року Бетанкорт покинув команду, але новим першим номером команди несподівано став молодий вихованець Маріано Гарсія Ремон. Лише коли у лютому 1974 року багаторічного головного тренера Мігеля Муньйоса звільнили через жахливі результати, Мігель Анхель отримав статус основного воротаря команди, що дозволило йому вже того року зіграти у фіналі Кубка Іспанії, який «Реал» виграв у «Барселони» (4:0).
До 1979 року, поки командою керували Луїс Моловни та Милян Милянич, Мігель Анхель був беззаперечним основним воротарем «вершкових», вигравши у сезоні 1975/76 «Трофей Самори», а команда була лідером країни, майже щорічно виграючи національну першість. По ходу сезону 1978/79 Мігель Анхель отримав травму і з 1979 по 1983 рік знову був запасним воротарем, спочатку знову у Гарсії Ремона, а з 1981 року — Агустіна Родрігеса, залишаючись на лаві запасних таким чином у програних фіналах Кубка європейських чемпіонів 1981 року та Кубка володарів кубків 1983 року. З наступного сезону Мігель Анхель ненадовго собі повернув основний статус, зігравши у своєму першому єврокубковому фіналі, фіналі Кубка УЄФА 1985 року, допомігши своїй команді перемогти угорський «Відеотон» (3:0, 0:1) і вперше в історії виграти цей трофей. Наступного року «Реал» знову виграв Кубок УЄФА, але Мігель Анхель вже втратив місце в основі і по завершенні сезону закінчив ігрову кар'єру.
Після 18 сезонів у «Реал Мадриді» Мігель Анхель вийшов у відставку в 1986 році у віці 38 років, серед його досягнень вісім чемпіонських титулів, п'ять кубків, один Кубок ліги і два Кубка УЄФА; в цілому він зіграв 246 матчів в вищому дивізіоні Іспанії.
З моменту свого відходу зі спорту він продовжував працювати з «Реал Мадридом», займаючи різні посади. Спочатку як представник команди, потім як тренер воротарів і, нарешті, як директор тренувальної бази клубу.

## Виступи за збірну
12 жовтня 1975 року дебютував в офіційних матчах у складі національної збірної Іспанії в кваліфікації на Євро-1976 проти Данії (2:0).
Після того як 1976 року Хосе Анхель Ірібар завершив кар'єру у збірній, Мігель Анхель став основним воротарем «червоної фурії» і у цьому статусі вивів її на чемпіонат світу 1978 року в Аргентині. Там Мігель провів усі три гри — проти Австрії (1:2), Бразилії (0:0) та Швеції (1:0), але його команда не вийшла з групи. Загалом протягом кар'єри у національній команді провів у її формі 18 матчів і пропустив 8 голів.
1979 року втратив місце в основі і більше не зіграв за команду жодного матчу, поступившись Луїсу Арконаді, тим не менш продовжував викликатись до команди і поїхав з нею на чемпіонат світу 1982 року в Іспанії.

## Статистика
| Виступи           | Виступи           | Виступи           | Чемпіонат | Чемпіонат | Кубок | Кубок | Єврокубки | Єврокубки | Інше | Інше | Всього | Всього |
| Клуб              | Ліга              | Сезон             | Ігри      | Голи      | Ігри  | Голи  | Ігри      | Голи      | Ігри | Голи | Ігри   | Голи   |
| ----------------- | ----------------- | ----------------- | --------- | --------- | ----- | ----- | --------- | --------- | ---- | ---- | ------ | ------ |
| «Кастельйон»      | Сегунда           | 1967/68           | 26        | -26       | 3     | -?    | —         | —         | —    | —    | 29     | ?      |
| «Кастельйон»      | Всього            | Всього            | 26        | -26       | 3     | -0    | 0         | -0        | 0    | -0   | 29     | -26    |
| «Реал Мадрид»     | Ла-Ліга           | 1968/69           | 0         | -0        | 0     | -0    | 0         | -0        | —    | —    | 0      | 0      |
| «Реал Мадрид»     | Ла-Ліга           | 1969/70           | 3         | -5        | 0     | -0    | 0         | -0        | —    | —    | 3      | -5     |
| «Реал Мадрид»     | Ла-Ліга           | 1970/71           | 7         | -6        | 0     | -0    | 3         | -?        | —    | —    | 10     | ?      |
| «Реал Мадрид»     | Ла-Ліга           | 1971/72           | 6         | -3        | 0     | -0    | 0         | -0        | —    | —    | 6      | -3     |
| «Реал Мадрид»     | Ла-Ліга           | 1972/73           | 8         | -9        | 0     | -0    | 2         | -?        | —    | —    | 10     | ?      |
| «Реал Мадрид»     | Ла-Ліга           | 1973/74           | 5         | -6        | 7     | -?    | 0         | -0        | —    | —    | 12     | ?      |
| «Реал Мадрид»     | Ла-Ліга           | 1974/75           | 31        | -32       | 6     | -?    | 6         | -?        | —    | —    | 43     | ?      |
| «Реал Мадрид»     | Ла-Ліга           | 1975/76           | 32        | -23       | 3     | -?    | 8         | -?        | —    | —    | 43     | ?      |
| «Реал Мадрид»     | Ла-Ліга           | 1976/77           | 33        | -52       | 2     | -?    | 4         | -?        | —    | —    | 39     | ?      |
| «Реал Мадрид»     | Ла-Ліга           | 1977/78           | 27        | -34       | 0     | -0    | 0         | -0        | —    | —    | 27     | -34    |
| «Реал Мадрид»     | Ла-Ліга           | 1978/79           | 16        | -18       | 0     | -0    | 3         | -?        | —    | —    | 19     | ?      |
| «Реал Мадрид»     | Ла-Ліга           | 1979/80           | 1         | -1        | 0     | -0    | 1         | -?        | —    | —    | 2      | ?      |
| «Реал Мадрид»     | Ла-Ліга           | 1980/81           | 2         | -0        | 0     | -0    | 1         | -?        | —    | —    | 3      | ?      |
| «Реал Мадрид»     | Ла-Ліга           | 1981/82           | 18        | -17       | 0     | -0    | 5         | -?        | —    | —    | 23     | ?      |
| «Реал Мадрид»     | Ла-Ліга           | 1982/83           | 0         | -0        | 0     | -0    | 0         | -0        | 4    | -?   | 4      | ?      |
| «Реал Мадрид»     | Ла-Ліга           | 1983/84           | 28        | -24       | 0     | -0    | 12        | -?        | 2    | -?   | 42     | ?      |
| «Реал Мадрид»     | Ла-Ліга           | 1984/85           | 30        | -32       | 0     | -0    | 0         | -0        | 3    | -?   | 33     | ?      |
| «Реал Мадрид»     | Всього            | Всього            | 247       | -262      | 18    | -?    | 45        | -?        | 9    | -?   | 319    | ?      |
| Всього за кар'єру | Всього за кар'єру | Всього за кар'єру | 273       | -288      | 21    | -?    | 45        | -?        | 9    | -?   | 348    | ?      |

## Титули і досягнення
- Чемпіон Іспанії (8):

«Реал Мадрид»: 1968/69, 1971/72, 1974/75, 1975/76, 1977/78, 1978/79, 1979/80, 1985/86
- Володар Кубка Іспанії (5):

«Реал Мадрид»: 1969/70, 1973/74, 1974/75, 1979/80, 1981/82
- Володар Кубка іспанської ліги (1):

«Реал Мадрид»:  1985
- Володар Кубка УЄФА (2):

«Реал Мадрид»: 1984/85, 1985/86

### Особисті
- Трофей Самори — найкращий воротар Іспанії в 1976 році[4].